# 公証人 (フランス)
フランスにおける公証人（こうしょうにん、ノテール、フランス語: notaire）は、書面や契約に真実性（公署性）を付与する公署官（officier public）である。

## 概要
公証人の歴史は、ローマの書記（notarius）に遡ることができるが、フランスにおける公証人の現在の地位は、革命暦11年風月25日法（loi du 25 Ventôse an XI（ 16 mars 1803））に基づくものである。
フランスでは、歴史的に公証人が市民の日常生活に深く関わっており、伝統的に高い地位を有している。
現行法でも、民法1359条（旧1341条）において、デクレにおいて定められる一定額（2020年現在で1500ユーロ）以上の価値を有する法律行為に関しては書面による証明が要求されているほか、贈与契約（民法931条）や夫婦財産契約（民法1394条）等の多くの行為について公正証書（公署証書）の作成が義務付けられている。
公証人の法的地位は、公正証書の作成権限を有する公署官である。また同時に、執行官（hussier de justice）や動産公売官（Commissaire-priseur judiciaire）と同様に、その職に就いて活動するには「官職（office）」を取得しなければならない制度となっており、この点でいえば裁判所補助官（Officier ministériel）でもある。
公証人になるには、主に職業訓練センターで教育を受ける方法と、大学で教育を受ける方法がある。いずれの場合も、所定の研修期間を受けた後に公証人助手として働き、その後、公証人の官職を取得すれば公証人となる。なお、2015年8月6日に成立した「経済成長、経済活動活性化及び経済機会均等化のための法律」（通称「マクロン法」）52条により、一定範囲の自由開業区域では、資格要件を満たした者が司法大臣の許可を得れば、「官職」を取得しなくても公証人となることができるようになった。
公証人の数はデクレによって定められるが、2015年1月1日時点で、フランス全土に9,651人の公証人がいる。

## 主な職務

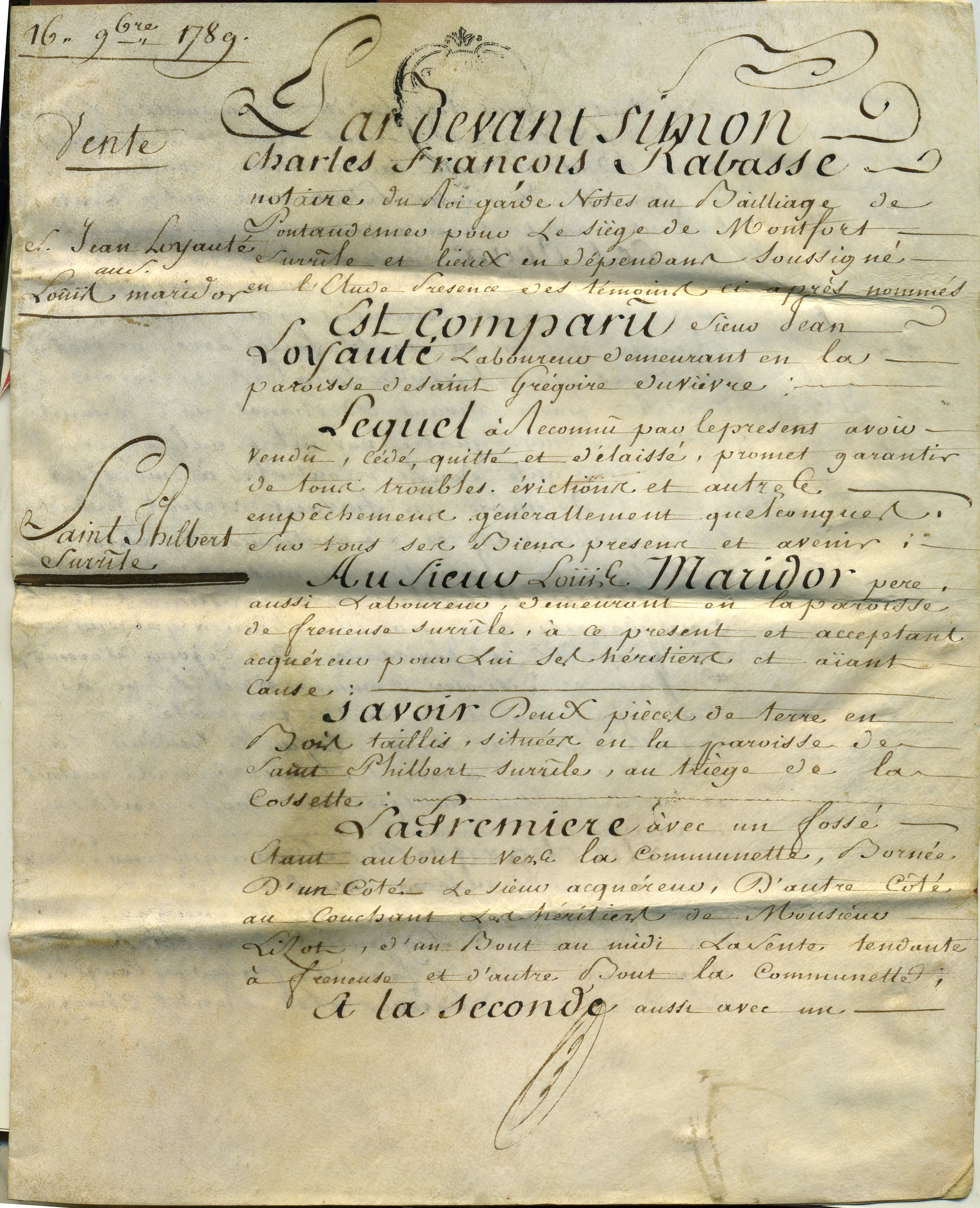
サン＝フィルベール＝シュル＝リスルで1789年11月に作成された公正証書

### 不動産取引
公証人の不動産との関わりとして、古くは、地主層から財産の管理・運用の一切を任されており、その助言者・代行者としての業務を行っていたが、1804年の民法典制定以前は、公証人の業務における不動産取引が占める割合は低かった。第二次世界大戦後は、区分所有建物の分譲契約や規約の策定等に関与してきた。これは、フランス民法典には区分所有権に関する規定がなく、区分所有者間の複雑な権利関係は当事者間の合意によって処理されたためであり、この合意形成に公証人が大きく貢献した。これにより、後の区分所有権法制定の際に公証人の実務が大きく影響することにもなった。
1955年1月4日の土地公示の改革に関するデクレ第4条において、公示の対象となる不動産物権変動に関する証書は、すべて公正証書によらなければならないと規定されたことから、不動産取引においては公証人の関与が必須となった。また、不動産取引に起因する税の徴収や、証書の登録及び公示の申請が公証人に義務づけられている。さらに証書の作成にとどまらず、不動産取引の仲介等、契約準備段階から積極的に関与している。
不動産売買にあたっては、当事者や客体の同一性、取引に関する権限の有無、公法上の利用制限、権利関係等の確認は、全て公証人が行っている。これは、公証人が公正証書の作成にあたって適切で有効な書面を作成する義務を有しており、これを怠って依頼者等に損害が生じればそれを賠償する責任を負うからである。
また、伝統的に不動産金融の仲介を行っており、抵当権設定契約は、公証人の面前で締結されなければならないとされている。

### 相続
遺言の通常の方式には、自筆証書遺言、公正証書遺言、秘密証書遺言の3種類があり、通常は自筆証書遺言と秘密証書遺言が利用されており、公証人は公正証書遺言の作成を行う。作成した公正証書の原本は公証人によって保管される。
公証人は、公正証書遺言の作成だけでなく、被相続人が死亡した後の相続財産の承継にも関与する。
相続処理を行うには、まず相続人とその持分を確定する必要がある。相続人資格証拠のための公知証書（acte de notoriété）が作成されるが、この公知証書を作成する権限を有するのは公証人に限られている。
また、相続財産の調査と評価、目録の作成、遺産分割の合意書作成、税金額の計算と申告などの相続手続も伝統的に公証人が担っている。特に、相続財産の中に不動産が含まれている場合、その公示の申請は公証人が行うので、公証人の関与が不可欠となっている。税金の申告書は、相続人本人が作成することも可能であるが、実際は大多数が公証人によって作成される。

### 離婚
伝統的に裁判所が関与しない離婚が認められていなかったフランスでは、裁判官による離婚判決言渡し後に、公証人が離婚後の夫婦の財産数額の確定と分割を行う役割を担ってきた。
1975年の民法（離婚法）改正により、相互の同意による離婚の制度が新設された。これは、当事者が離婚による全ての結果を定めた約定を同意し、それを裁判官が承認する形態であり、離婚が承認される前に夫婦の財産数額の確定と分割を行う必要がある。そこで、相互同意離婚（協議離婚）においては、（特に財産の中に不動産がある場合は必ず）裁判官が離婚を承認する判決言渡しの前に公証人が関与し、夫婦の財産の数額の確定と分割を行う。
2004年の民法（離婚法）改正では、裁判離婚においても、判決言渡し前に公証人が関与し、財産の数額の確定と分割案を策定することができるようになった。
さらに、2016年の改正では、裁判官が関与しない相互同意離婚（合意離婚）の制度が新設され、裁判上の離婚が例外化された。合意離婚においては、合意書が当事者双方の弁護士が副署する私署証書として作成され、これに公証人が執行力と確定日付を付与することになる。

### 企業
商事取引の分野では、個別の取引に公証人が関与することは現実的でなく、公証人の関与は限定的であるが、会社設立等の企業の組織や運営に関するコンサルタント業務を行っている。